# Anosia tethys
Anosia tethys är en fjärilsart som beskrevs av Forbes 1943. Anosia tethys ingår i släktet Anosia och familjen praktfjärilar. Inga underarter finns listade i Catalogue of Life.